# Dekigokoro
Dekigokoro (出来ごころ, Dekigokoro) (bra: Coração Caprichoso) é um filme mudo de 1933 produzido pela Shochiku, dirigido pelo diretor japonês Yasujirō Ozu e estrelado por Takeshi Sakamoto, Nobuko Fushimi, Den Obinata e Choko Iida.
Ganhou o prêmio Kinema Junpo de Melhor Filme, sendo o segundo de três anos consecutivos que um filme de Ozu foi premiado, depois de Umarete wa Mita Keredo e antes de Ukikusa Monogatari.

## Sinopse
Dois colegas de trabalho de uma cervejaria de Tóquio, Kihachi (Takeshi Sakamoto) e Jiro (Den Obinata), vão numa apresentação de rōkyoku. Ao sair do teatro, eles se deparam com uma garota, Harue (Nobuko Fushimi), que é pobre e não onde morar. Jiro reluta em ajudá-la, mas Kihachi se interessa pela linda garota e decide dar-lhe um lugar para ficar na casa de uma amiga e dona de um restaurante, Otome (Choko Iida). Harue ajuda a cuidar do estabelecimento e Otome logo começa a gostar dela.

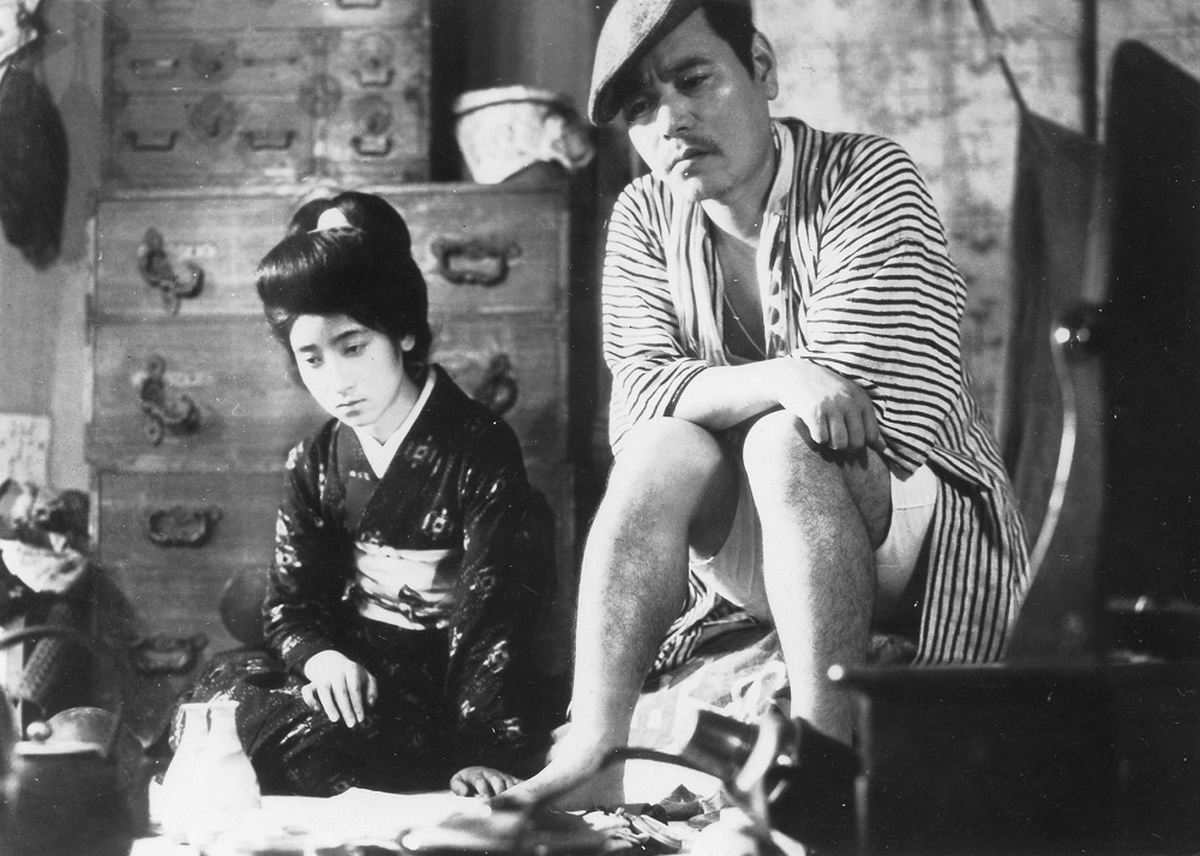
A atriz Nobuko Fushimi e o ator Takeshi Sakamoto em cena do filme

Kihachi, um viúvo analfabeto, apaixona-se pela garota e começa a se arrumar para que ela o note. Jiro, que é mais jovem e está na casa dos trinta, pensa em Harue apenas como um problema e a trata com muita grosseria. Kihachi tem um filho pequeno, Tomio (Tokkan Kozo), que é um ótimo aluno no ensino fundamental. Harue confidencia a Kihachi, que ela o considera nada mais do que um tio gentil. Enquanto isso, Otome vai até Kihachi e pede que ele convença Jiro a se casar com Harue. Kihachi está chateado porque ninguém considera Harue uma pretendente adequada a ele, mas mesmo assim fala com Jiro sobre casar, mas Jiro rejeita rispidamente.
Kihachi dá a Tomio 50 sen para se cuidar, e ele acaba se enchendo de tantos doces que adoece com enterite aguda. Kihachi e Otome temem por sua vida enquanto seu professor e um colega o visitam para incentivá-lo a melhorar.
Kihachi não pode pagar a conta do hospital. Harue se oferece para juntar o dinheiro, mas é impedida por Jiro, que, em vez disso, pede um empréstimo a seu amigo barbeiro. Para pagar o empréstimo, Jiro decide ir para Hokkaido trabalhar como operário. Ele promete que a Harue que retornará. Justamente neste momento, Kihachi aparece e para impedir Jiro de ir, deixa-o inconsciente para que ele perca seu navio. Kihachi decide trabalhar em Hokkaido, apesar de Otome e o barbeiro insistirem o contrário. Ele deixa Tomio sob os cuidados de Harue e embarca no navio.
Pouco depois de zarparem, Kihachi começa a conversar com seus companheiros de viagem sobre seu filho e, dominado pela saudade de casa e pela saudade de Tomio, pula no mar e nada de volta para casa.

## Elenco
- Takeshi Sakamoto - Kihachi[3]
- Tokkan Kozou - Tomio[3]
- Nobuko Fushimi - Harue[3]
- Den Obinata - Jiro[3]
- Choko Iida - Otome[3]

## Lançamento
O filme foi lançado no Japão em 1933. Foi lançado com uma nova trilha sonora por Donald Sosin em DVD nos EUA em 2008, pela The Criterion Collection, como parte de uma coleção da série Eclipse, que contém três filmes.